# Saonara
Saonara là một đô thị thuộc tỉnh Padova vùng Veneto, tọa lạc cách khoảng 25 km về phía tây nam của Venezia và cách khoảng 11 km về phía đông nam của Padova. Tại thời điểm ngày 31 tháng 12 năm 2004, đô thị này có dân số 9.399 người và diện tích 13,5 km².
Saonara giáp các đô thị: Legnaro, Padova, Sant'Angelo di Piove di Sacco, Vigonovo.

## Exsternal link
Official site of Saint Martin Bishop Parish in Saonara. Lưu trữ ngày 17 tháng 5 năm 2007 tại Wayback Machine